# Лобжењица
Лобжењица (пољ. Łobżenica) град је у Пољској у Војводству великопољском. По подацима из 2012. године број становника у месту је био 3054.

## Становништво
| 2012. |
| ----- |
| 3.054 |